# Huang Guangyu
Huang Guangyu (chinesisch 黄光裕, Pinyin Huáng Guāngyù, auch: Wong Kwong Yu; * 24. Juni 1969 in Shantou, Guangdong) ist ein chinesischer Unternehmer.

## Leben
Huang Guangyu gründete das Elektronikunternehmen GOME Electrical Appliances. Im Mai 2010 wurde der Gründer des Unternehmens und Milliardär Huang Guangyu zu einer Haftstrafe von 14 Jahren Gefängnis wegen Steuerhinterziehung, Insiderhandel und Finanzmanipulationen verurteilt. Seine Ehefrau erhielt eine Haftstrafe von drei Jahren.